# خنتكاوس الثانية
خنتكاوس الثانية ، هي ملكة مصرية قديمة غير حاكمة أو زوجة ملك ، عاشت في عهد الأسرة الخامسة ، و كانت زوجة الملك نفر إر كارع كاكاي ، و أم الملكين نفر إف رع و ني وسر رع إني.

## سيرة حياتها

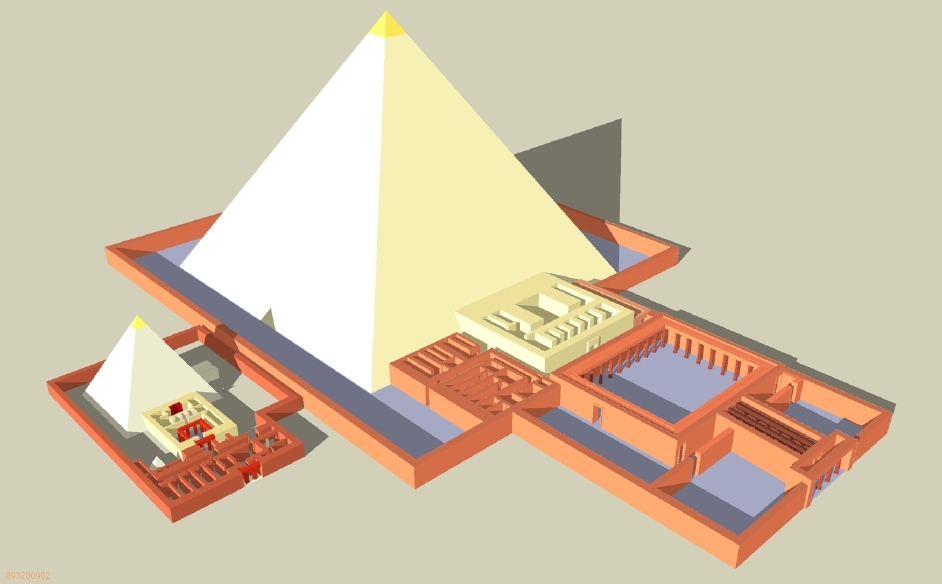
أهرامات نفر إر كارع خنتكاوس الثانية

بدأ بناء مجمع هرمها الصغير في عهد زوجها، عندما كان لقبها لا يزال زوجة الملك و حسب . و قد توقف بناء مقبرتها تلك ، ربما عندما توفي زوجها ، و استؤنفت في وقت لاحق خلال عهد ابنها ، و بعد أن تم استئناف البناء كان لقبها والدة الملك. و تظهر خنتكاوس على كتلة حجرية مع زوجها نفر إر كارع و ابن يدعى رع نفر.
و تم العثور على كسرة من الحجر الجيري في مجمع الهرم يذكر عليها ابنة الملك ريبوت نوب ، و يليها ابن الملك خنتي كاو حور. و من السياق يمكننا استنباط أن ريبوت نوب كانت ابنة الملك ني وسر رع ، و بالتالي حفيدة الملكة خنتكاوس. كما ذُكر ابن ملك آخر يسمى إرن رع نچس (الصغير).

## ألقابها
حملت خنتكاوس الثانية العديد من الألقاب بما في ذلك :
- أم ملك الوجهين البحري و القبلي (أو أم الملك المزدوج).
- عظيمة صولجان حتس (المفضلة).
- من ترى حور و ست.
- عظيمة الثناء.
- زوجة الملك.
- زوجة الملك و حبيبته.
- كاهنة بابيف.
- كاهنة تاسيبف.
- مديرة الجزارين في منزل السنط.
- خادمة / كاهنة حور.
- ابنة الإله
- رفيقة حور.[3]

وقد ذكرت «والدة الملك خنتكاوس» في برديات أبي صير.

## مقبرتها
للملكة خنتكاوس الثانية مجمع هرمي في أبي صير بجوار مجمع هرم زوجها نفر إر كارع كاكاي. و تم إجراء الحفريات في هذا الهرم لأول مرة في عام 1906 من قبل عالم الآثار الألماني بورخارت. و قد كان يعتقد أن هيكل الهرم المتهدم بشدة كان مصطبة مزدوجة لم يتم حفرها بدقة. وبعد سبعين عامٍ قام المعهد التشيكي بحفر شامل للموقع ، و من المحتمل أنه قد بدأ بناء هرمها خلال عهد زوجها نفر إر كارع كاكاي وانتهى خلال عهد ابنها ني وسر رع إيني. و قد تما سرقة الهرم خلال عصر الاضمحلال الأول. و أثناء عهد الدولة الوسطى أعيد فتح الهرم و استخدم التابوت لدفن طفل صغير. و بحلول نهاية الدولة الحديثة، جرى تدمير الموقع عندما أخذت الحجارة منه لإعادة استخدامها في أماكن أخرى.
و تم تجهيز معبد جنائزي للملكة خنتكاوس الثانية ، و لكن النقوش عليه تضررت و ما تبقى هو مجموعة من الشظايا و حسب ، شملت المشاهد تقديم القرابين ، و وجبة جنائزية ، و مشاهد زراعية، و الموكب الجنائزي ، و عائلة الملك ني وسر رع تحيي الملكة الأم.